# John Anderson (giornalista)
John Anderson (Green Bay, 13 maggio 1965) è un giornalista statunitense. Dal 1999 dirige il programma sportivo della ESPN SportsCenter ed è co-conduttore, assieme a John Henson, del programma televisivo Wipeout.

## Biografia
Anderson si è diplomato alla Green Bay Southwest High School a Green Bay, sua città natale. In seguitò, si è laureato alla scuola del giornalismo dell'Università del Missouri. Ha fatto parte della squadra di atletica leggera del Missouri come saltatore in alto. Prima di entrare nella ESPN ha fatto parte di diverse emittenti televisive di Tulsa e di Phoenix.
Dal 2008, presenta assieme a John Henson Wipeout, un reality game show trasmesso negli Stati Uniti dalla ABC.